# Самтер (Јужна Каролина)
Самтер (енгл. Sumter) град је у америчкој савезној држави Јужна Каролина.

## Демографија
По попису из 2010. године број становника је 40.524, што је 881 (2,2%) становника више него 2000. године.
| Група             | 2000.          | 2010.          |
| Белци             | 19.300 (48,7%) | 17.777 (43,9%) |
| Афроамериканци    | 18.357 (46,3%) | 19.889 (49,1%) |
| Азијати           | 505 (1,3%)     | 654 (1,6%)     |
| Хиспаноамериканци | 938 (2,4%)     | 1.467 (3,6%)   |
| Укупно            | 39.643         | 40.524         |